# 加藤雄策
加藤 雄策（かとう ゆうさく、1901年1月6日 - 1945年5月26日）は、日本の実業家。

## 人物
埼玉県出身。商船学校を経て出版業界に入り、平凡社専務を経て独立、非凡閣を創業した。
競馬通の作家・菊池寛との親交をきっかけとして、1934年からは競走馬の馬主となり、1939年の東京優駿（日本ダービー）に優勝したクモハタ、日本競馬史上初のクラシック三冠馬セントライト（ともに顕彰馬）など、数々の名馬を所有した。
また相馬眼には一家言を持ち、「騎手や調教師の中にも、馬の分かるものは幾らもいない」と言って憚らなかった。イギリスで2000ギニー優勝馬となったダイオライトが種牡馬として日本に輸入された際には、競馬関係者が体型から成功を疑問視したことに反発し雑誌に「ダイオライト礼讃記」を寄稿。結果、ダイオライトの血統からはセントライトやタイレイ（1940年の中山四歳牝馬特別優勝）・テツザクラ（京都農林省賞典四歳呼馬優勝馬）などを輩出し、加藤の見識の確かさが証明されることになった。
第二次大戦中の1945年5月25日、東京において空襲被害を受け、翌日死去した。44歳没。多磨霊園に墓所がある。

## おもな所有馬
- クモハタ[1]（1939年東京優駿）
- ブランドソール[1]（1941年中山四歳牝馬特別、横浜農林省賞典四・五歳呼馬、東京五歳牝馬特別）
- セントライト[1]（1941年横浜農林省賞典四歳呼馬、東京優駿、京都農林省賞典四歳呼馬、横浜農林省賞典四・五歳呼馬）
- グランドライト（1943年帝室御賞典・春）
- トシシロ